# Шершенці (пункт пропуску)
47°59′8″ пн. ш. 29°0′40″ сх. д. / 47.98556° пн. ш. 29.01111° сх. д.Ше́ршенці — пункт пропуску через Державний кордон України на кордоні з Молдовою (невизнана республіка Придністров'я).
Розташований в Одеській області, Кодимський район, в однойменному селі на автошляху місцевого значення. Із молдавського боку розташований пункт пропуску «Валя Туркулуй» у селі Вадул-Туркулуй, Рибницький район, на автошляху місцевого значення у напрямку Білоч, де перетинається із М4.
Вид пункту пропуску — автомобільний. Статус пункту пропуску — місцевий з 7.00 до 17.00 (субота, неділя та по заявці).
Характер перевезень — пасажирський.
Судячи із відсутності даних про пункт пропуску «Шершенці» на сайті МОЗ, очевидно пункт може здійснювати тільки радіологічний, митний та прикордонний контроль.